# Ivanovca Nouă
Ivanovca Nouă è un comune della Moldavia situato nel distretto di Cimișlia di 956 abitanti al censimento del 2004